# Helmut Körnig
Helmut Körnig, född 12 september 1905 i Głogów, död 5 mars 1973 i Dortmund, var en tysk friidrottare.
Körnig blev olympisk silvermedaljör på 4 x 100 meter vid sommarspelen 1928 i Amsterdam.